# Глухарев, Владислав Петрович
Владислав Петрович Глу́харев (11 сентября 1939, Днепропетровск — 12 ноября 2020, Луганск, Украина) — советский футболист, выступавший на позиции защитника, и футбольный тренер. Сыграл 28 матчей в высшей лиге СССР. Мастер спорта СССР (1966), заслуженный тренер УССР (1972), отличник образования Украины.

## Биография
Воспитанник днепропетровского спортинтерната. На взрослом уровне дебютировал в 1958 году в составе луганских «Трудовых Резервов». В начале карьеры выступал на позиции правого полусреднего, позднее был переведён в центр защиты. В 1960 году был включён в список 33-х лучших футболистов Украинской ССР под № 3.
В 1962 году был призван в армию и в течение трёх лет выступал за киевский СКА. В 1964 году стал победителем зонального турнира класса «Б».
Вернувшись в Луганск, стал вместе с командой победителем турнира второй группы класса «А» (1966) и завоевал право на повышение в классе. Дебютный матч в высшей лиге сыграл 2 апреля 1967 года против московского «Спартака». В сезоне 1967 года принял участие в 28 матчах высшей лиги, по окончании сезона завершил игровую карьеру и вошёл в тренерский штаб «Зари». Всего за луганскую команду сыграл 194 матча и забил 14 голов.
В 1968—1976 годах работал в тренерском штабе «Зари». По итогам чемпионского сезона 1972 года награждён званием «Заслуженный тренер УССР». В 1977 году работал в тренерском штабе «Кривбасса», в том числе в пяти матчах исполнял обязанности главного тренера. В 1980 году возглавлял «Стахановец». С 1981 года работал в Луганске с детскими командами и в течение нескольких лет входил в тренерский штаб взрослой «Зари». С 1987 года был тренером в луганском спортинтернате, среди его воспитанников — Сергей Семак и Юрий Дудник.

## Стиль игры
Высокотехничный, прекрасно понимающий игру футболист. Обладал всем комплектом качеств футболиста высокого класса. …его игра не была эффектной, действовал он на поле рационально, без суеты и паники даже в самых острых ситуациях, все было по делу и вовремя. Его передачи были удобны для приема партнерами, своевременными и точными, а поражал он ворота соперников ударами не сильно, зато неотразимо для вратарей. Болельщики со стажем запомнили лаконичность и корректность в его игре, а главное — высокий коэффициент полезности в команде.— Сайт «Луганск. Наш футбол»